# Juan Beltrán de Guevara
Juan Beltrán de Guevara foi um prelado católico romano que serviu como arcebispo titular de Niceia (1573) e bispo de Mazara del Vallo (1571 – 1573).

## Biografia
No dia 24 de setembro de 1571, Juan Beltrán de Guevara foi nomeado durante o papado de Pio V como Bispo de Mazara del Vallo. A 16 de janeiro de 1573, renunciou ao cargo de bispo de Mazara del Vallo e foi nomeado arcebispo titular de Niceia.
Enquanto bispo, serviu como principal co-consagrador de Gaspar de Quiroga y Vela, Bispo de Cuenca (1572).